# Голдобін Микола Іванович

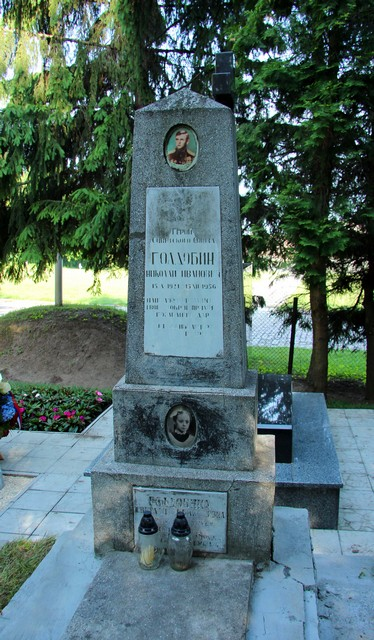

Микола Іванович Голдобін (* 1921— † 1956) — радянський військовий льотчик, Герой Радянського Союзу (1943).

## Біографія
Микола Голдобін народився 15 жовтня 1921 року в селі Зоріно (зараз — Селтинський район Удмуртії) у селянській сім'ї. Закінчив сім класів школи, працював на Іжевському металургійному заводі, одночасно навчаючись в аероклубі. У 1939 році Голдобін був призваний на службу у Робітничо-Селянську Червону Армію. У 1940 році він закінчив Молотовську військову авіаційну школу пілотів. З перших днів німецько-радянської війни — на її фронтах.
До жовтня 1943 року гвардії старший лейтенант Микола Голдобін був заступником командира ескадрильї 61-го гвардійського нічного бомбардувального авіаполку 2-ї гвардійської нічної бомбардувальної авіадивізії 8-ї повітряної армії 4-го Українського фронту. До 25 жовтня 1943 року він здійснив 54 нічних бойових вильоти для бомбардування скупчень бойової техніки і живої сили супротивника.
Указом Президіуму Верховної Ради СРСР від 1 листопада 1943 року за «зразкове виконання бойових завдань командування на фронті у боротьбі з німецькими загарбниками і проявлені при цьому мужність та героізм» гвардії старший лейтенант Микола Голдобін був удостоєний високого звання Герою Радянського Союзу з врученням ордена Леніна і медалі «Золота Зірка» за номером 1269.
Після закінчення війни Голдобін став слухачем Вищих офіцерських льотно-тактичних курсів. У 1947 році в званні капітана був звільнений у запас. Проживав у Львові. Помер 15 грудня 1956 року, похований на полі № 85 Личаківського  цвинтаря у Львові.
Також був нагороджений орденами Червоного Прапора Приказом по Сталінградському фронту № 11/н від 15 серпня 1942 року і Вітчизняної війни 1-го ступеня, а також рядом медалей, у тому числі: «За відвагу» Указом Президіуму Верховної Ради СРСР від 10 серпня 1941, «За оборону Сталінграду» Указом Президіуму Верховної Ради СРСР від 22 грудня 1942 року.